# Неродимле
Неродимле или (тур.) Сараище е владетелски комплекс на Неманичите от началото на XIII век в Косово, който се намира по поречието Неродимка на 5 km западно от Феризово между селата Долно и Горно Неродимле. Състои се от два укрепени града-крепости обединени с името Петрич – Голям и Малък Петрич, и множество църкви. Мястото е свързано с българската, респективно и със сръбската история.

## Основаване
Комплексът и по-точно крепостта е съградена от Стефан Милутин. Тук на 29 октомври 1321 година почива кралят. Днес мощите на кралят, който е светец на Българската православна църква, се съхраняват в църквата „Света Неделя“ в българската столица София.
Етимологията на името на комплекса, който вероятно е съществувал още от времето на Юстиниан I, е по народното название на Елена. Явно тя, резиденцията, селата, планината и реката Неродимка в района получават това название поради обстоятелството, че в първите години след сватбата между Стефан Душан и Елена (1332 – 1336), кралското семейство пребивава значително време в резиденцията и в района ѝ, в опитите си да се сдобие с наследник/ци за короната. В топонимията остава и турското наименование на резиденцията Сараище, т.е. дворец (османците овладяват района непосредствено след косовската битка). 

## История
Тук се намира и укрепява Стефан Дечански по време на метежа организиран от неговия син Стефан Душан и поддържащата го и подкрепяща пробългарска партия и властели (преимуществено свързани с Македония) през 1331 година. Старият крал се предава доброволно на метежниците не желаейки и не допускайки проливането на кръв, след което е отведен в Звечан, осъден е от Кралския съд след свикания всенароден събор, и е затворен в крепостта, където и умира на 11 ноември 1331 година.
Предание сочи мястото в комплекса където е построена църквата „Успение Богородично“ за лобно на цар Стефан Урош. В негова памет след смъртта му е подигнат храма от майка му царица Елена.

## Археологически разкопки
Районът е запуснат и обрасъл с храсти. Единствените извършвани археологически разкопки от 80-те години на XX век успяват да открият останките на някогашния кралски замък. Разкопките установяват наличието на по-стари византийски застроявания /от времето на Юстиниан I, който е родом от този край/ в района, които са още от VI век. Локализацията на кралската резиденция е осъществена на малко възвишение находящо се между селата Долно и Горно Неродимле (в близост до останките на църквата „Свети Никола“).

## Църкви
Останалите култово-религиозни центрове са идентифицирани в Горно Неродимле (църквите „Свети Архангели“, „Йоан Кръстител“ и „Света Богородица“). В Долно Неродимле има още две църкви, едната от които е посветена на „Свети Стефан“, а втората е посветена на друг все още неидентифициран християнски светец. В близкото до комплекса село Манастирица се намират останките на още една черква.